# Endümión

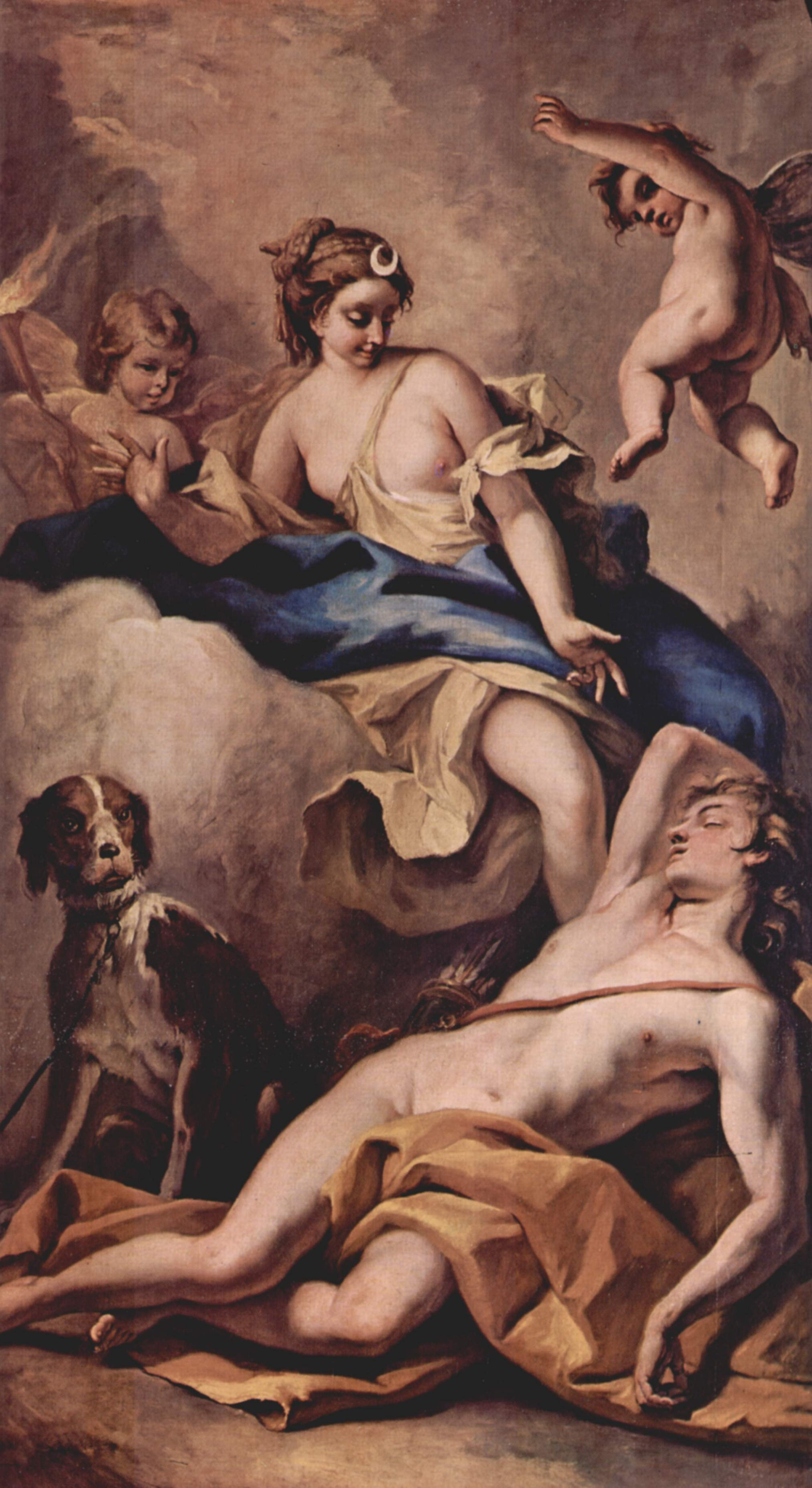
Sebastiano Ricci: Endümión és Szeléné, Chiswick House, London

Endümión (görög betűkkel Ἐνδυμίων) egy halandó, az Aiol-szigeteken élő pásztor a Hold istennőjének szerelmese a görög mitológiában. Történeteit két mondakör őrzi.
A káriai mondák úgy tartják, hogy Zeusz halandó fia, pásztor vagy vadász volt. Szelénét, a Hold istennőjét rabul ejtette a férfi szépsége, ezért, hogy sohase kelljen elválniuk egymástól, örök fiatalságot kért Endümiónnak. Zeusz, fiára bízta – szabadon válassza meg sorsát: a férfi azt kérte, hogy örökre elaludjon. Zeusz teljesítette kérését, azóta Milétosz közelében a Latmosz-hegy barlangjában alszik. Itt, a barlangban látogatja meg minden éjjel Szeléné, hogy sugaras csókjaival ébresztgesse szerelmét. Endümión álma azonban örök, nem öregszik, de fel sem ébred, ezért olyan bús a hold fénye. Szeléné ötven leányt szült neki, akik a két olümpiai játék közti időszak ötven holdhónapját jelképezik. Együttesen Menaenak is nevezik őket.
Az éliszi mítosz szerint Endümión herceg Aethliosz király és Kalüké nimfa fia volt, aki népüket, az aeolusokat Thesszáliából Éliszbe vezette, és ott király lett. Három fia – Epeiosz, Aitólosz és Paeón – között egy  futóversennyel döntette el melyiküké lesz a hatalom. A versenyben Epeiosz lett a győztes, ő foglalhatta el apja trónját. Másik fia Aitólosz Aitólia uralkodója lett. Endümión mint szép fiatalember megnyerte Szeléné kegyeit, aki, hogy zavartalanul élvezhesse a gyönyörű férfi szerelmét, örökre elaltatta.
A költő Likümniosz meséje szerint Endümiónt Hüpnosz, az álomisten altatta el nyitott szemmel, mert beleszeretett az ifjúba, és így éjjelente élvezhette szép arcának látványát.

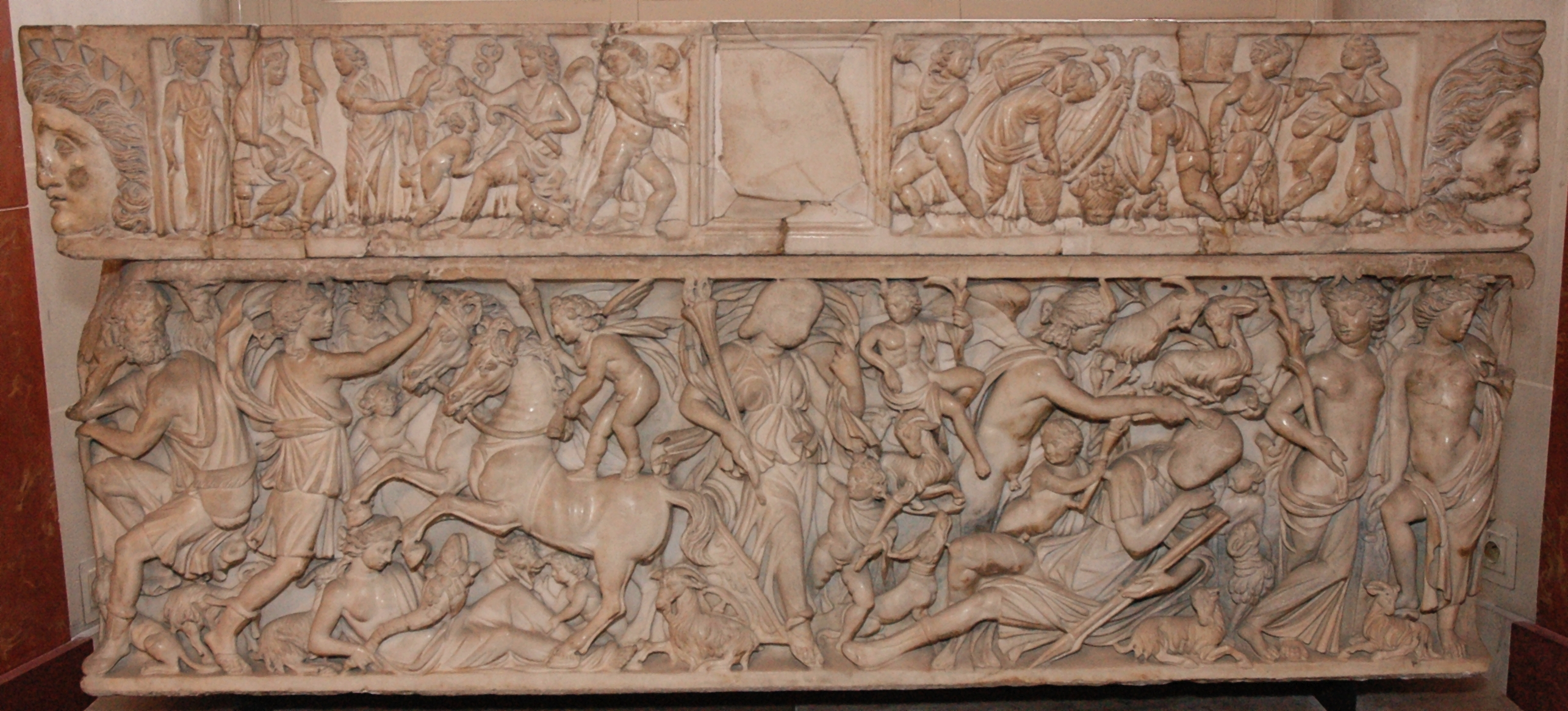
Gall-Római Endümion szarkofág, korai 3. század, Louvre

A nem halott, hanem örökké alvó Endümión mítosza gyorsan elterjedt, és közkedvelt témája volt a késő antik kor művészeinek. Szeléné és Endümión alakját gyakran ábrázolták szarkofágok domborműveiként, főként abban az időszakban, amikor a halál utáni élet kérdése az általános érdeklődés középpontjába került.
Idősebb Pliniusnál Endümión az első ember, aki a Hold mozgását és ciklusait tanulmányozta. Nála Emdümión ebben az értelemben lesz a „Hold szerelmese”.
Néhányan Endümiónt tartották az alvás, illetve az alkonyat megszemélyesítőjének. Nevét úgy értelmezték: „alámerülés” – a görög en (-ban, -ben) és duein (alámerülés) összetételeként. Később, a latin költők tovább alakították somnum ei inductum, azaz „akit az álom elnyomott”-ra.
A reneszánsz idején Diana (Artemisz római megfelelője) volt a Hold istennője. Az így átalakult mítoszok szerelmespárja Endümión és Diana volt.
John Keats ifjúkori elbeszélő költeménye, az Endymion csak áttételesen kapcsolódik a pásztor-királyfiról szóló változathoz; hőse égi kedvese után bejárja a mindenséget, míg végül elvont eszméi egy földi leányban öltenek testet.